# Эваристо, Бернардин
Бернардин Энн Моболаджи Эваристо (англ. Bernardine Anne Mobolaji Evaristo, род. 28 мая 1959) — английская писательница англо-нигерийского происхождения. Получила более десяти литературных премий и наград. В 2004 была принята в Королевское литературное общество. Лауреат Букеровской премии 2019 года. Офицер ордена Британской империи (OBE), член Королевского общества искусств.

## Биография
Бернардин Эваристо родилась в Лондоне. Она — четвёртая из восьми детей англичанки и нигерийца. Эваристо получила образование в гимназии для девочек Элтем-Хилл с 1970 по 1977 год, а в 1972 году она присоединилась к Гринвичскому молодежному театру. В 1982 закончила Колледж Роуз Бруфорд. В 1980-х годах вместе с Полетт Рэндалл и Патрисией Илер основала «Театр чернокожих женщин», первую театральную труппу такого рода в Великобритании.  В 2013 году она получила докторскую степень в области творческого письма в Университете Голдсмитс. В 2022 году она была назначена президентом Королевского литературного общества Великобритании.
Ее первая книга «Island of Abraham»  была опубликована в 1994 году. Она также начала работать над романом «Лара», в котором рассказывается художественная версия собственной семейной истории Эваристо, включая историю межрасового брака ее родителей. Ее роман «Emperor’s Babe» о Зулейке, чернокожей девочке-подростоке, которую заставили выйти замуж за богатого римлянина в вымышленной версии Лондиниума в 211 году нашей эры, вышел в 2001 году.  В 2008 году Эваристо опубликовала книгу «Blonde Roots», в которой изображен альтернативный мир, в котором африканцы поработили европейцев, которая была номинирована на Женскую премию за художественную литературу. В 2013 году Эваристо было поручено написать небольшое произведение для BBC Radio 3 в честь столетия со дня рождения Дилана Томаса. Тогда она и начала писать «Девушка, женщина, иная». Первоначально она хотела включить истории как можно большего числа чернокожих британских женщин, но в конечном итоге сузила их примерно до дюжины, чьи связи друг с другом раскрываются глава за главой. Когда в 2019 году эту книгу номинировали на Букеровскую премию, у нее еще не было американского издателя. Лондонская Sunday Times опубликовала рецензию на него лишь за две недели до церемонии. В итоге произведение разделило Букеровскую премию вместе с книгой Маргарет Этвуд «Заветы» .

## Личная жизнь
Замужем за писателем Дэвидом Шенноном, с которым познакомилась в 2006 году.